# Fiesta Nacional de España
Fiesta Nacional de España es la denominación oficial que recibe el día nacional de España. Se celebra el 12 de octubre, desde 1892, y está regulado por la Ley 18/1987, de 7 de octubre, cuyo único artículo indica:

Se declara Fiesta Nacional de España, a todos los efectos, el día 12 de octubre.

En la exposición de motivos de la ley se explica:

La fecha elegida, el 12 de octubre, simboliza la efemérides histórica en la que España, a punto de concluir un proceso de construcción del Estado a partir de nuestra pluralidad cultural y política, y la integración de los reinos de España en una misma monarquía, inicia un período de proyección lingüística y cultural más allá de los límites europeos.

La celebración incluye tradicionalmente un desfile militar al que asiste el rey, junto a la familia real, el presidente del Gobierno y otros altos representantes de todos los poderes del Estado, comprendiendo también los de las autonomías. La celebración también es conocida como Día de la Hispanidad.

## Origen

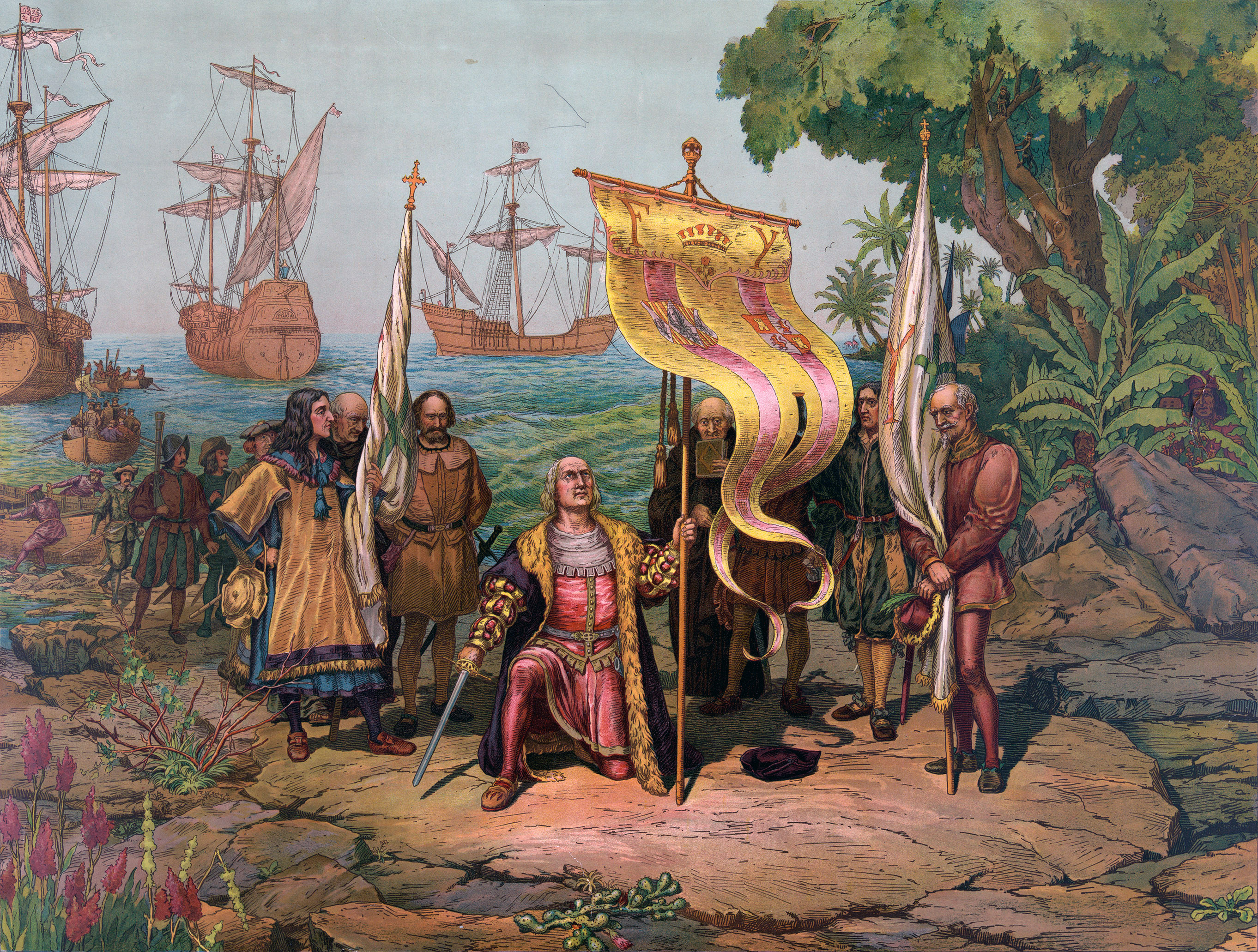
Ilustración de Colón tomando posesión de Guanahani en nombre de los Reyes Católicos el 12 de octubre de 1492.

El descubrimiento de América en 1492 fue trascendental y el 12 de octubre se ha considerado como un día memorable porque a partir de entonces se inició el contacto entre América y Europa, que culminó con el llamado «encuentro de dos mundos», que transformó las visiones del mundo y las vidas tanto de europeos como de americanos, ya que se inició la colonización europea de América. Sin embargo, el 12 de octubre de 1492 no se reveló la existencia de América. Cristóbal Colón siempre creyó que había llegado a las Indias sin sospechar que se había topado con el continente americano. Después de Colón, se organizaron otros viajes financiados por la Corona española, como los de Núñez de Balboa que cruzó a pie el istmo de Panamá y encontró el océano Pacífico (1513); y el de Francisco Hernández de Córdoba (1517) y Juan de Grijalva (1518) que recorrieron las costas mexicanas.
El florentino Américo Vespucio (1451-1512), al que el rey Fernando el Católico concedió carta de ciudadanía castellana en Toro el 24 de abril de 1505, recorrió la costa norte de América del Sur, los litorales de Brasil y el sur de la Patagonia, y se le considera el primer europeo en comprender y anunciar que esas tierras eran en realidad un nuevo continente; por este motivo, el cartógrafo Martin Waldseemüller les dio en su mapa de 1507 el nombre de América, que se usa desde entonces.
El 23 de septiembre de 1892, la reina regente María Cristina de Habsburgo-Lorena promulgó un Real Decreto en San Sebastián, a propuesta del presidente Antonio Cánovas del Castillo, en el que se declaraba fiesta nacional el 12 de octubre de 1892, en conmemoración del descubrimiento de América. Dicho Real Decreto fue firmado por la reina regente en nombre de su hijo Alfonso XIII y en presencia del presidente del Consejo de Ministros el 12 de octubre de 1892 en el monasterio de La Rábida, con motivo de su visita a Huelva, Palos de la Frontera y Moguer para la celebración de los actos del IV centenario del descubrimiento de América.

El 12 de octubre Fiesta Nacional. Artículo único. Se autoriza al gobierno para presentar a las Cortes en su reunión próxima, un proyecto de ley para declarar perpetuamente fiesta nacional el día 12 de octubre en conmemoración del descubrimiento de América. Dado en Santa María de la Rábida a 12 de octubre de 1892.

## Diferentes términos utilizados para la fiesta

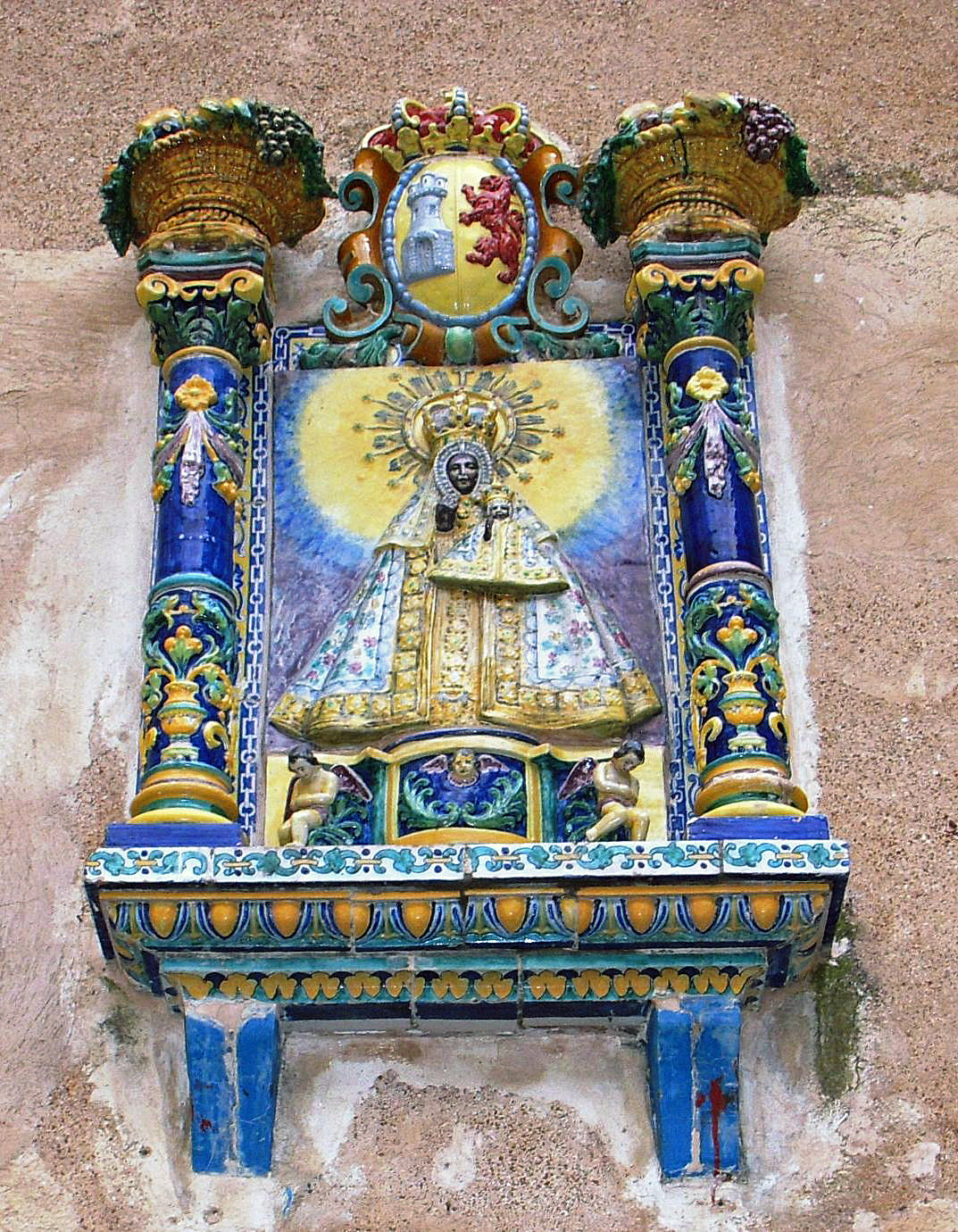
Representación de la Virgen de Guadalupe, nombrada Reina de la Hispanidad. Cerámica de Talavera.

Hispanidad es un término del español clásico, que a principios del siglo XX había ya caído en desuso. Pero en 1926 el sacerdote español Zacarías de Vizcarra propuso, en un artículo que publicó en Buenos Aires, que «Hispanidad» debiera sustituir a «Raza» en las celebraciones del doce de octubre. La celebración del doce de octubre como Fiesta de la Raza Española había sido propuesta en 1913 por Faustino Rodríguez-San Pedro desde la organización Unión Ibero-Americana, y en 1918 alcanzó en España el rango de fiesta nacional con esa denominación. Denominación ampliamente utilizada de hecho en distintas repúblicas americanas que habían reconocido también el 12 de octubre como fiesta nacional, sin nombre alguno o bajo otros rótulos.
El 15 de diciembre de 1931, Ramiro de Maeztu, que había sido embajador de España en Argentina en 1928 y 1929, abrió la revista Acción Española con un artículo titulado La Hispanidad, que se inicia así: «El 12 de octubre, mal titulado el Día de la Raza, deberá ser en lo sucesivo el Día de la Hispanidad». Con estas palabras encabezaba su extraordinario del 12 de octubre último un modesto semanario de Buenos Aires, El Eco de España. La palabra se debe a un sacerdote español que reside en Argentina, Zacarías de Vizcarra. Si el concepto de «Cristiandad» comprende y a la vez caracteriza a todos los menciona rótulo alguno), pronunció el arzobispo de Toledo y primado de España, Isidro Gomá Tomás, un importante discurso, Apología de la Hispanidad, en el que la máxima autoridad de los católicos españoles, creado al año siguiente cardenal de la Iglesia de Roma, se convertía en apologista de la idea de la hispanidad defendida por Ramiro de Maeztu.
La Virgen de Guadalupe ostenta el título de Reina de la Hispanidad desde el 12 de octubre de 1928, cuando el cardenal primado de España, Pedro Segura, como legado del papa Pío XI, y en presencia del rey Alfonso XIII, coronó canónicamente a Santa María de Guadalupe como «Hispaniarum Regina». La razón del nombramiento se encuentra en el hecho de que los Reyes Católicos se reunieron con Cristóbal Colón en el Real Monasterio de Santa María de Guadalupe en junio de 1492 desde donde dieron las primeras instrucciones para dotar al marino genovés de lo necesario para emprender el primer viaje y adonde Colón, tras su éxito, regresó en 1493 para dar gracias a la Virgen.

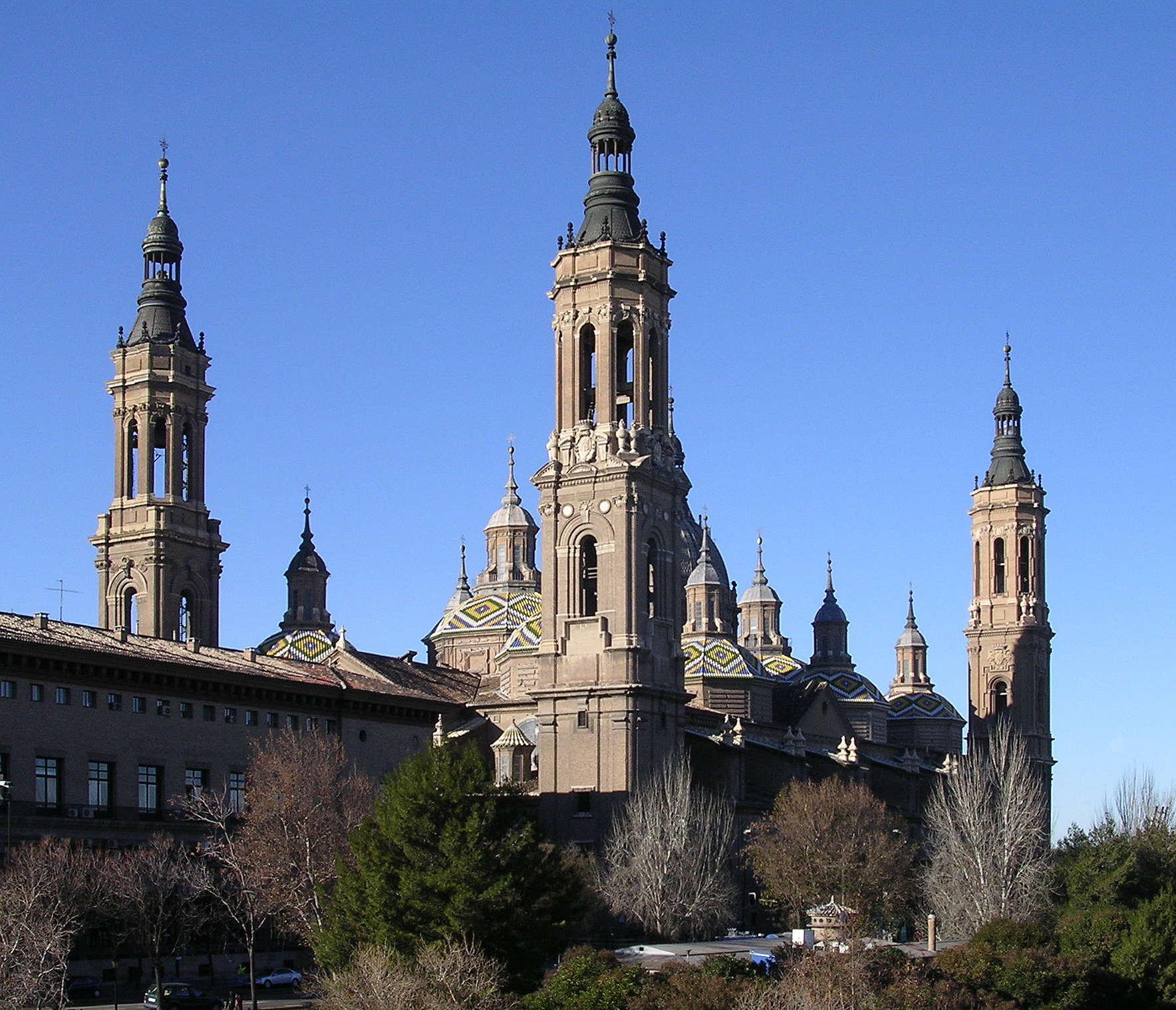
Catedral-Basílica del Pilar en Zaragoza

Por otro lado, al coincidir la fecha del Descubrimiento con la festividad de la Virgen del Pilar, cuyo culto se remonta a principios del siglo XIII y es patrona de Aragón y de su capital, Zaragoza, desde el siglo XVII, el papa Juan Pablo II la nombró "Patrona y Madre de la Hispanidad" en las dos ocasiones que visitó la ciudad de Zaragoza y la Catedral-Basílica del Pilar. Junto a Santiago de Compostela, la Virgen del Pilar ha centrado la espiritualidad de la Cristiandad en la península ibérica durante siglos y representa un símbolo indisociable con la Hispanidad, de unidad de los españoles y éstos con América.
El 12 de octubre de 1935 ya fue celebrado en Madrid el Día de la Hispanidad. A la española hora de las cinco de la tarde Ramiro de Maeztu pronunció un discurso en la Academia Española, sobre el Descubrimiento y la colonización de América. Y con el título El Día de la Hispanidad publicó un artículo en el número inaugural de Hispanidad, revista quincenal cuyo primer número está fechado precisamente el 12 de octubre de 1935. En el segundo número de esa revista puede leerse: «La conmemoración de la fiesta de la Hispanidad. Con gran brillantez se ha celebrado este año el día de la Hispanidad. Toda España se ha sumado a su conmemoración. Y no solamente en España. En América, ni qué decir. En cuanto al extranjero, allí donde existe un núcleo de españoles se han reunido y han brindado por la raza española». (Hispanidad, n.º 2, 1 de noviembre de 1935, pág. 26.) Ese mismo día de la raza, en Sevilla, se inauguró el XXVI Congreso Internacional de Americanistas.
Un año después, en octubre de 1936, Ramiro de Maeztu fue asesinado. Pero su Defensa de la Hispanidad volvió a publicarse en 1938, en plena guerra civil española, y sus ideas se convirtieron en uno de los principales soportes ideológicos de los falangistas.
No debe extrañar, por tanto, que incluso antes de alcanzarse la paz en España, en las celebraciones del doce de octubre se fuese generalizando en medios oficiales, desde muy pronto, la denominación Día de la Hispanidad o Fiesta de la Hispanidad, aunque, sobre el papel, el decreto de 1918, de Antonio Maura y el rey Alfonso XIII, que denominaba Fiesta de la Raza a la Fiesta Nacional Española, conmemorativa del Descubrimiento de América, se mantuviera en vigor durante cuarenta años.
El 12 de octubre de 1939, tras poco más de seis meses de posguerra, la celebración oficial del día de la Raza, presidida por Francisco Franco, tuvo lugar en Zaragoza, como símbolo de la nueva política interior y exterior que se propugnaba:

Las fiestas de la Hispanidad han tenido en Zaragoza un escenario incomparable. (...) El significado profundo de las fiestas fue la compenetración íntima del homenaje a la Raza y la devoción de Nuestra Señora de Guadalupe, es decir, el símbolo de la unión cada vez más estrecha de América y España. Chile participa con fervor en el homenaje que se rinde a la Hispanidad y se enorgullece de su origen y de sus firmes tradiciones hispánicas.

En 1943 la celebración oficial en España del Día de la Hispanidad coincidió con la reinauguración de la Ciudad Universitaria de Madrid, destruida durante la guerra civil: «Hoy, Día de la Hispanidad», «Con la solemne inauguración de la Ciudad Universitaria y el curso académico 1943-44, se celebra el Día de la Hispanidad».
Aunque, legalmente, el Día de la Hispanidad no alcanzó reconocimiento en la España del franquismo hasta 1958, cuando un decreto de la Presidencia del Gobierno de 9 de enero de 1958 estableció: «Dada la enorme trascendencia que el 12 de octubre significa para España y todos los pueblos de América hispana, el 12 de octubre será fiesta nacional, bajo el nombre de Día de la Hispanidad».

### 1981
En 1981, tras la restauración democrática y con la Constitución española de 1978 en vigor, el Real Decreto 3217/1981, publicado en el primer Boletín Oficial del Estado del año 1982, refrendó el doce de octubre como «Fiesta Nacional de España y Día de la Hispanidad».

### Término oficial desde 1987

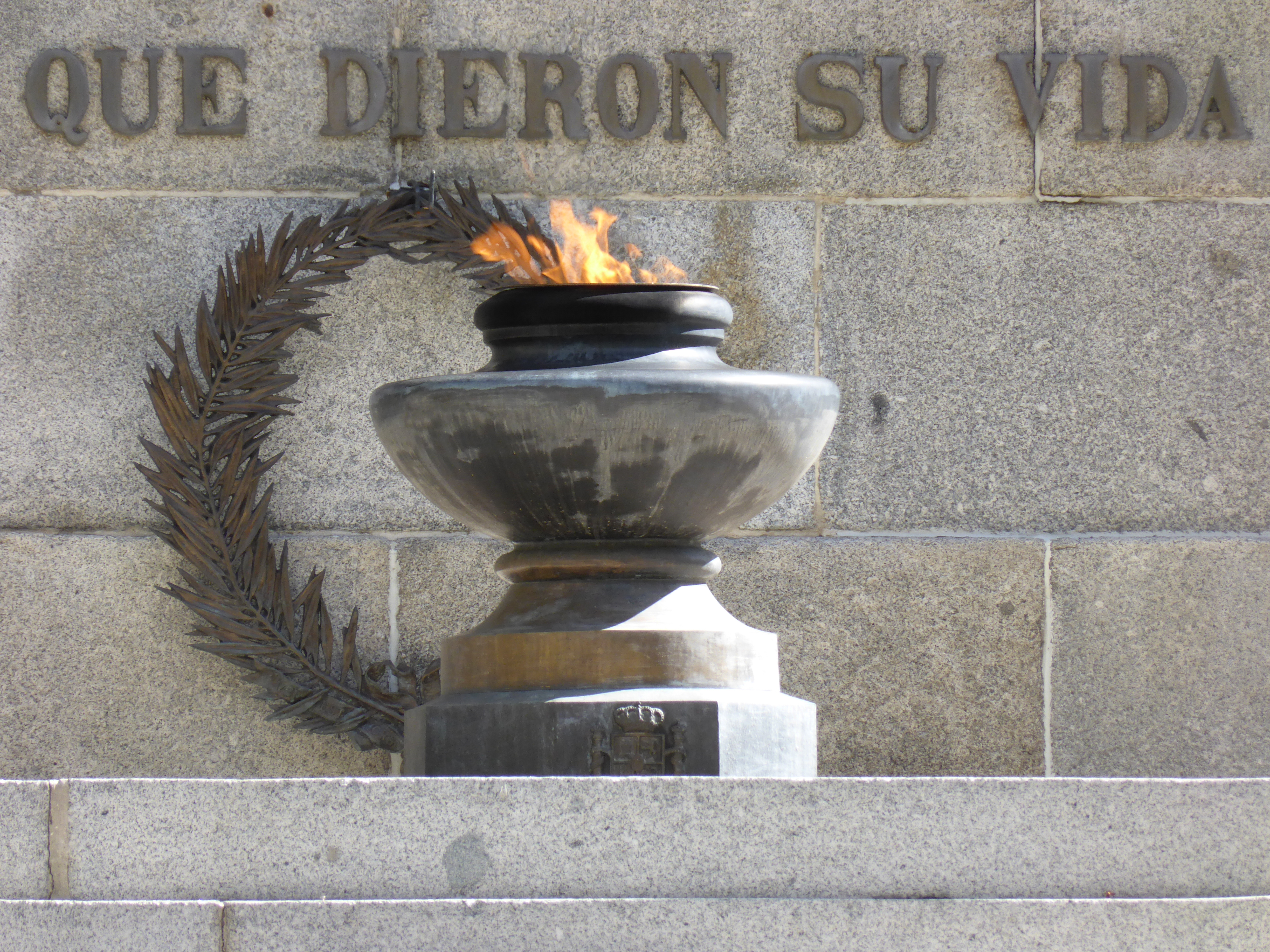
Pebetero con una llama que arde en «honor a todos los que dieron su vida por España». Madrid, plaza de la Lealtad.

La Ley 18/1987 (BOE 241/1987, página 30149) en vigor, establece el Día de la Fiesta Nacional de España en el 12 de octubre y prescinde de la denominación de «Día de la Hispanidad».

## Galería

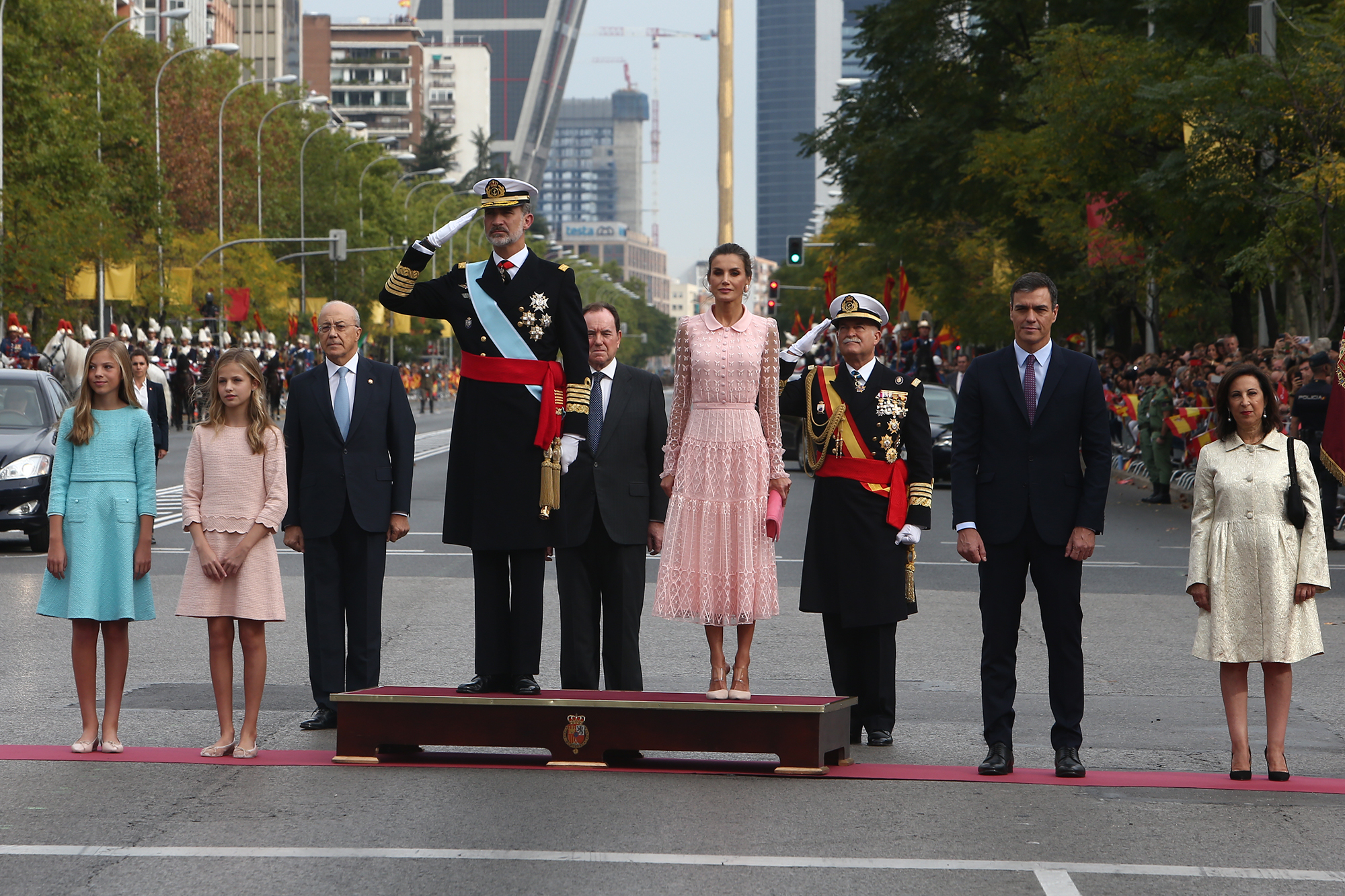
La Familia Real en la celebración de 2019.
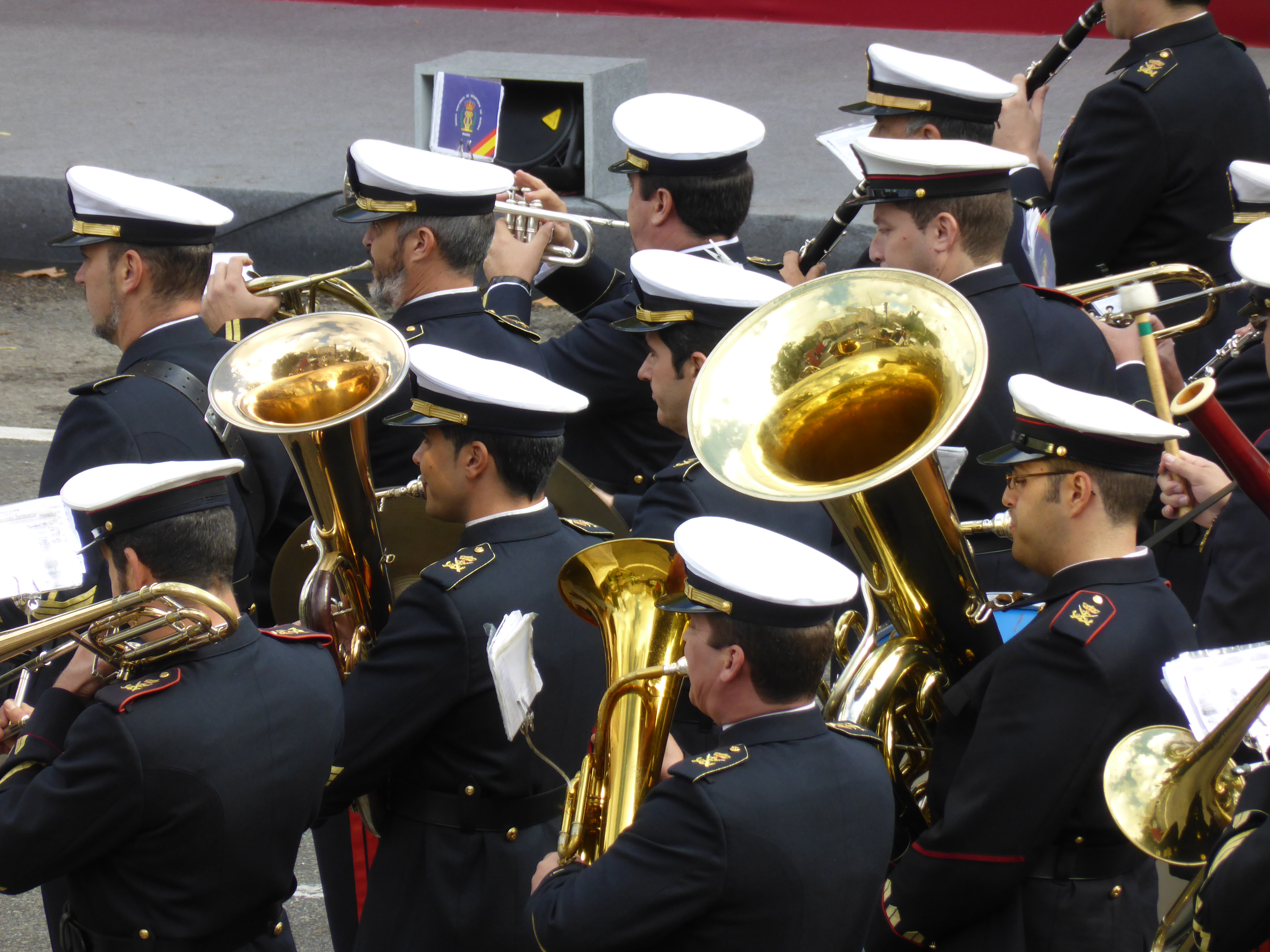
Banda de música de la Armada.
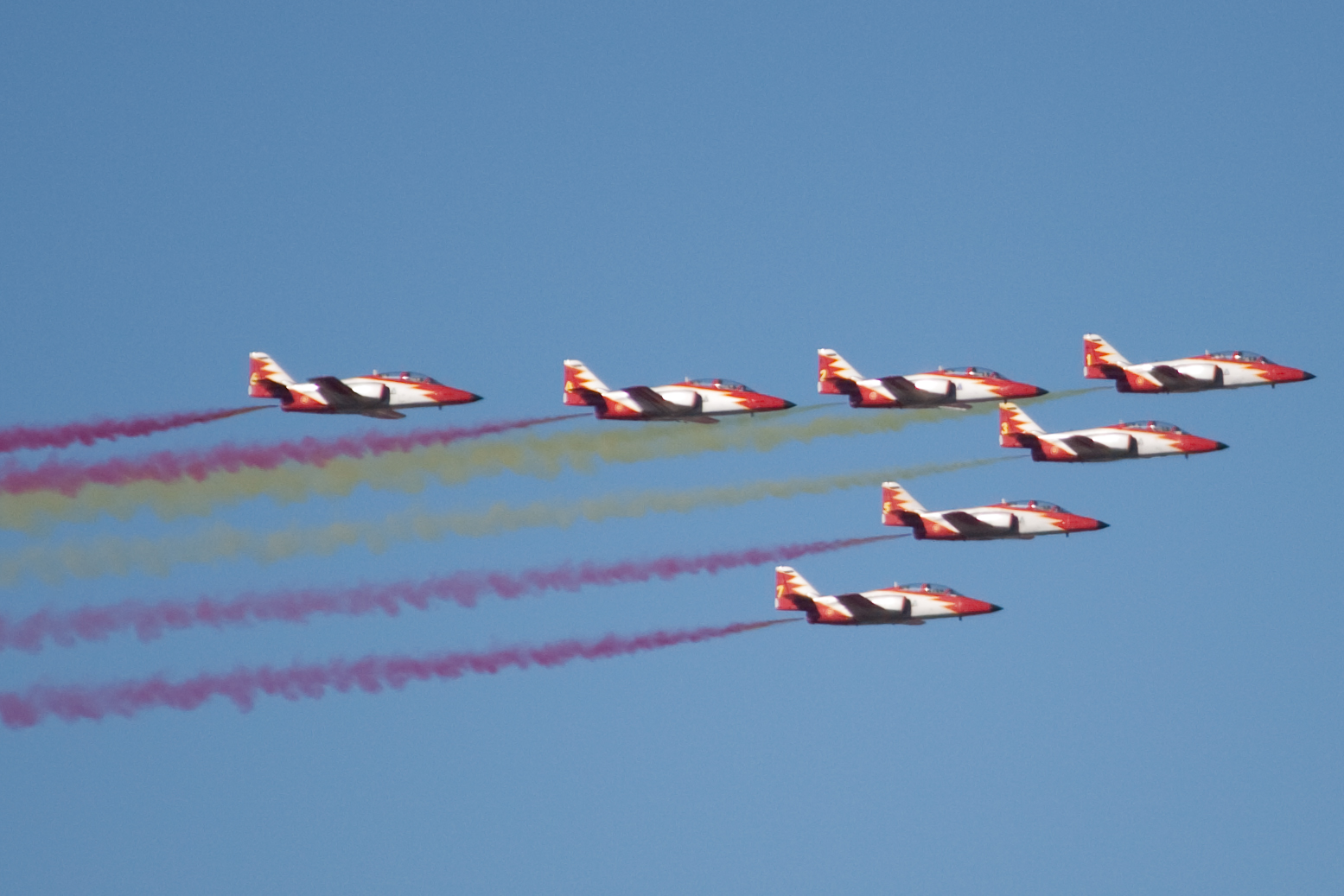
Desfile aéreo en Madrid el 12 de octubre.
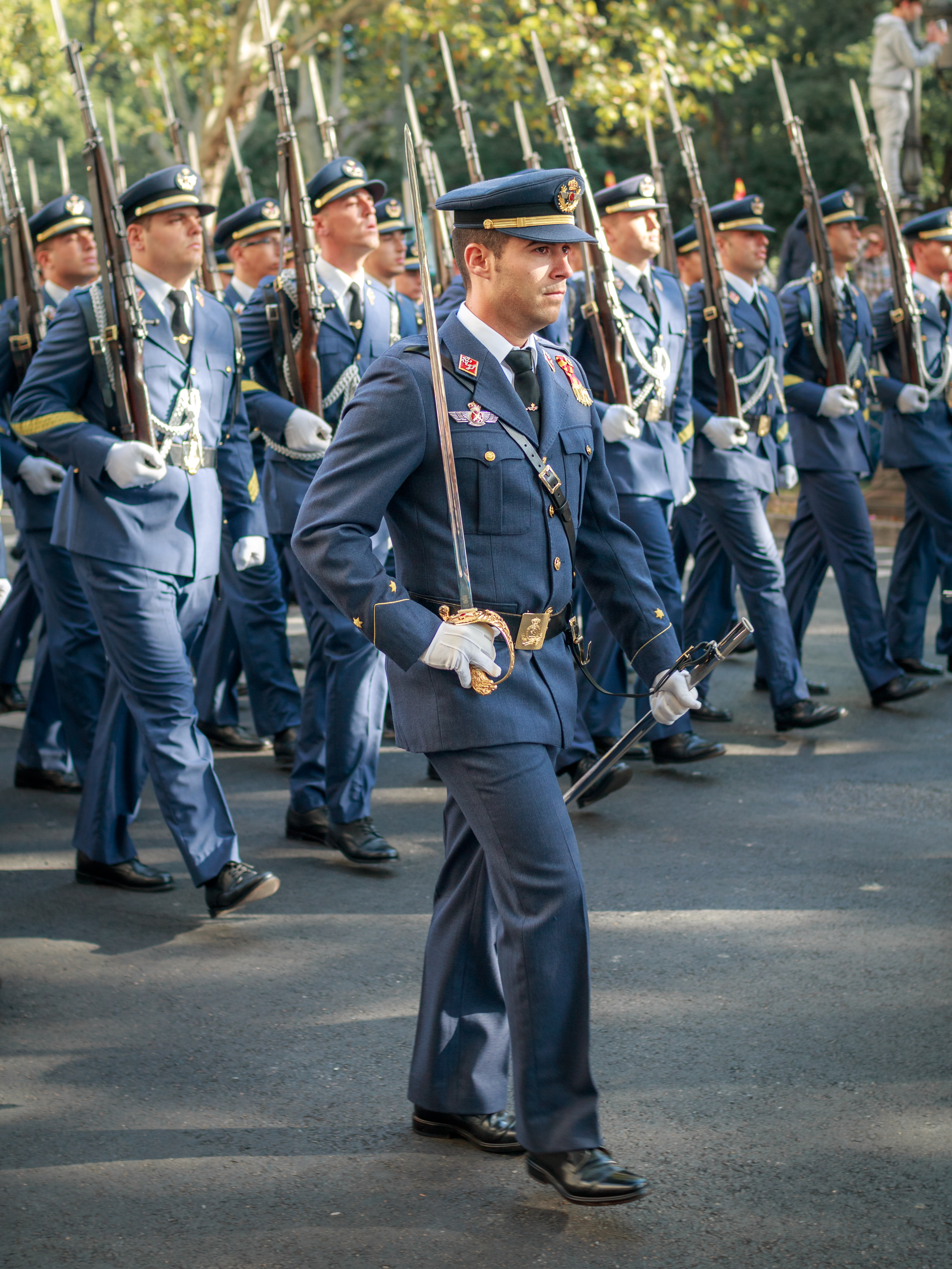
Militares del Ejército del Aire en el desfile de la Fiesta Nacional de España.
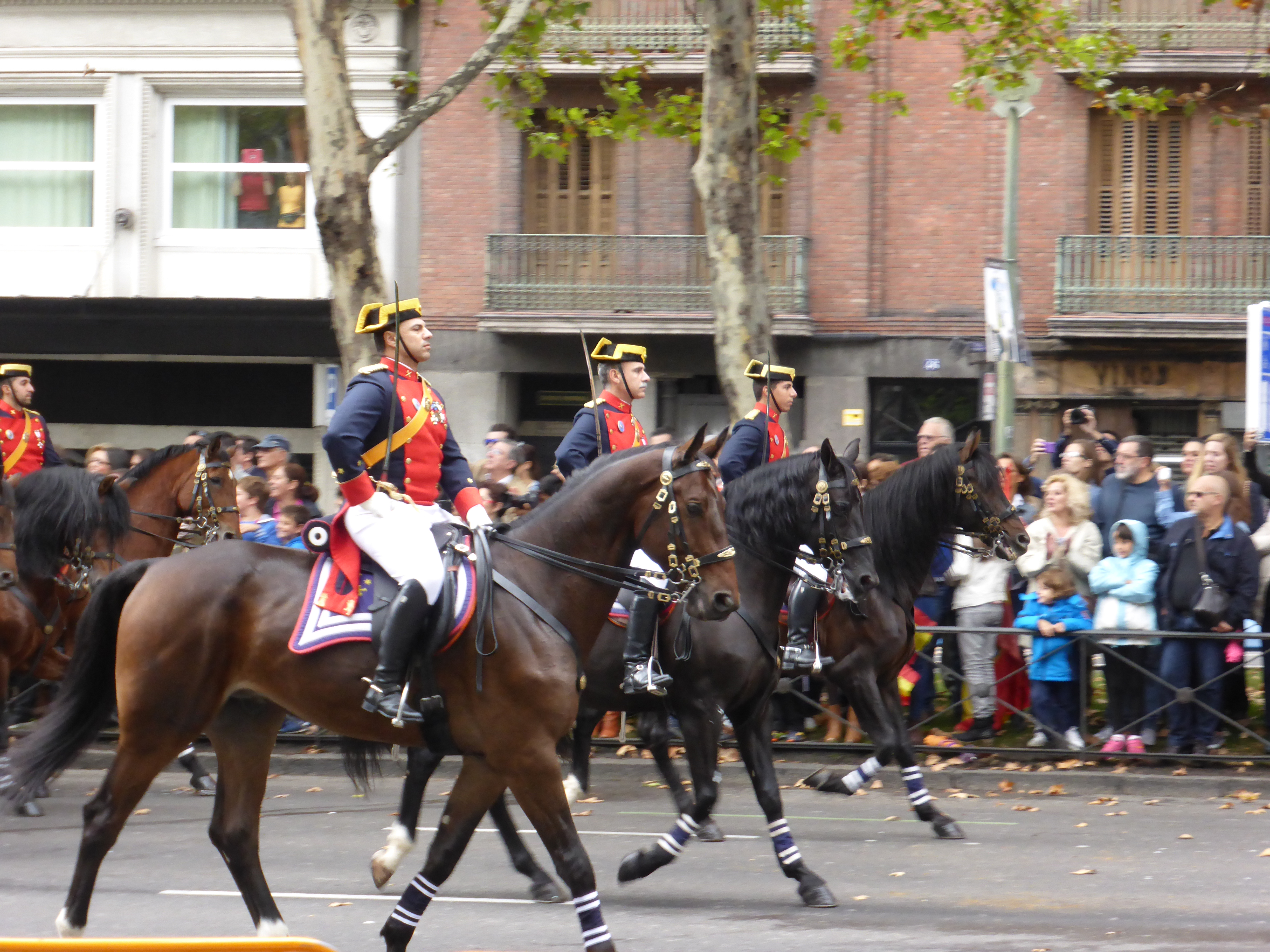
Desfilando la Guardia Civil, en el Paseo del Prado.
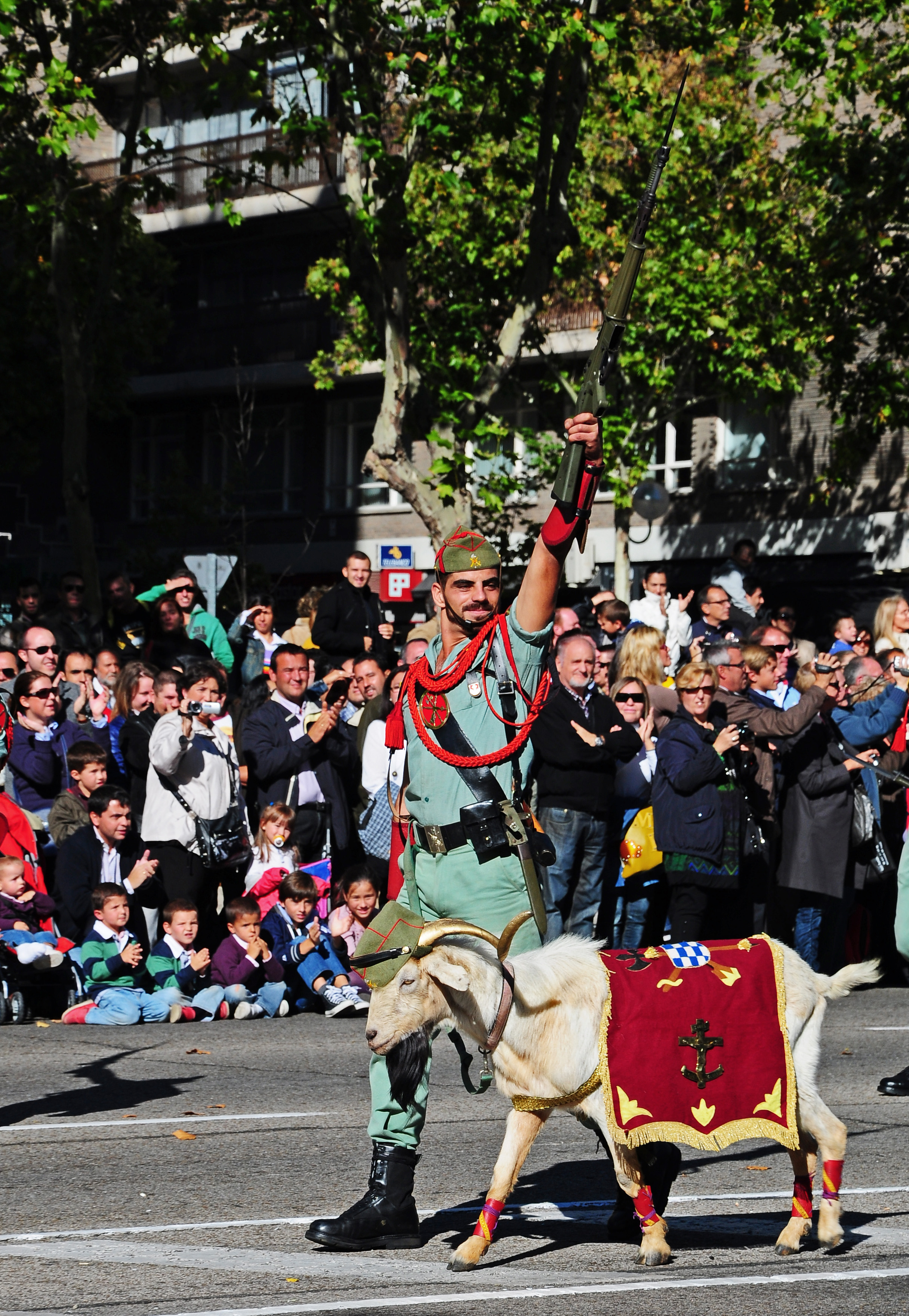
Un clásico: legionario y mascota desfilando en Madrid.
- Danzas y música en el Paseo de Gracia (Barcelona) para el Día de la Hispanidad
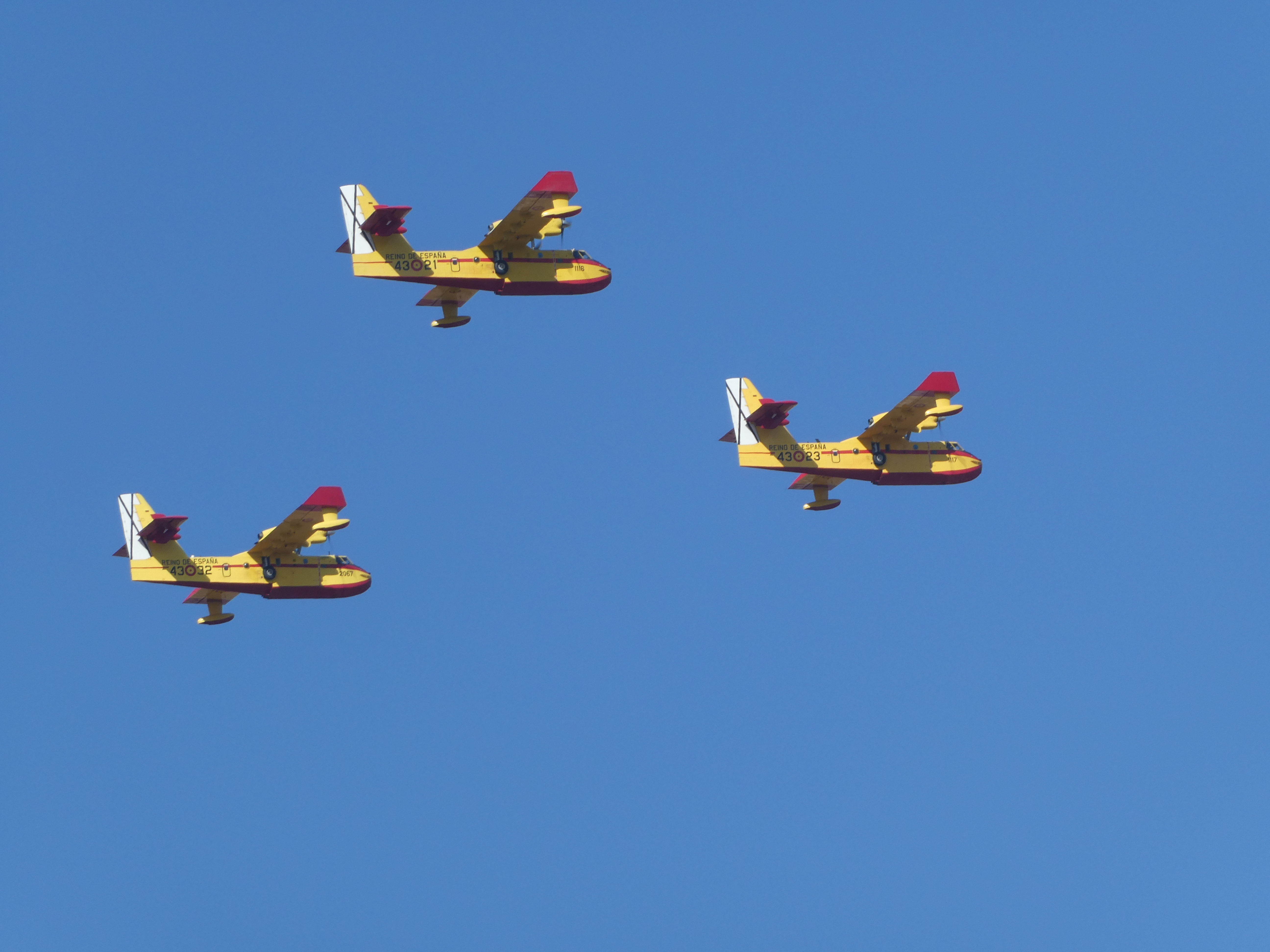
Formación de hidroaviones de extinción de incendios.